# Buick Excelle
La Buick Excelle (in cinese 別克 凱越; pinyin Biékè kǎiyuè) è un'autovettura prodotta dalla casa automobilistica statunitense Buick a partire dal 2003, in due generazioni.

## Prima generazione (2003-2016)
La prima generazione della Excelle, è stata presentata nel 2003 e venduta per il solo mercato cinese, fino al 2016. Il veicolo derivava dalla coeva Chevrolet Nubira.

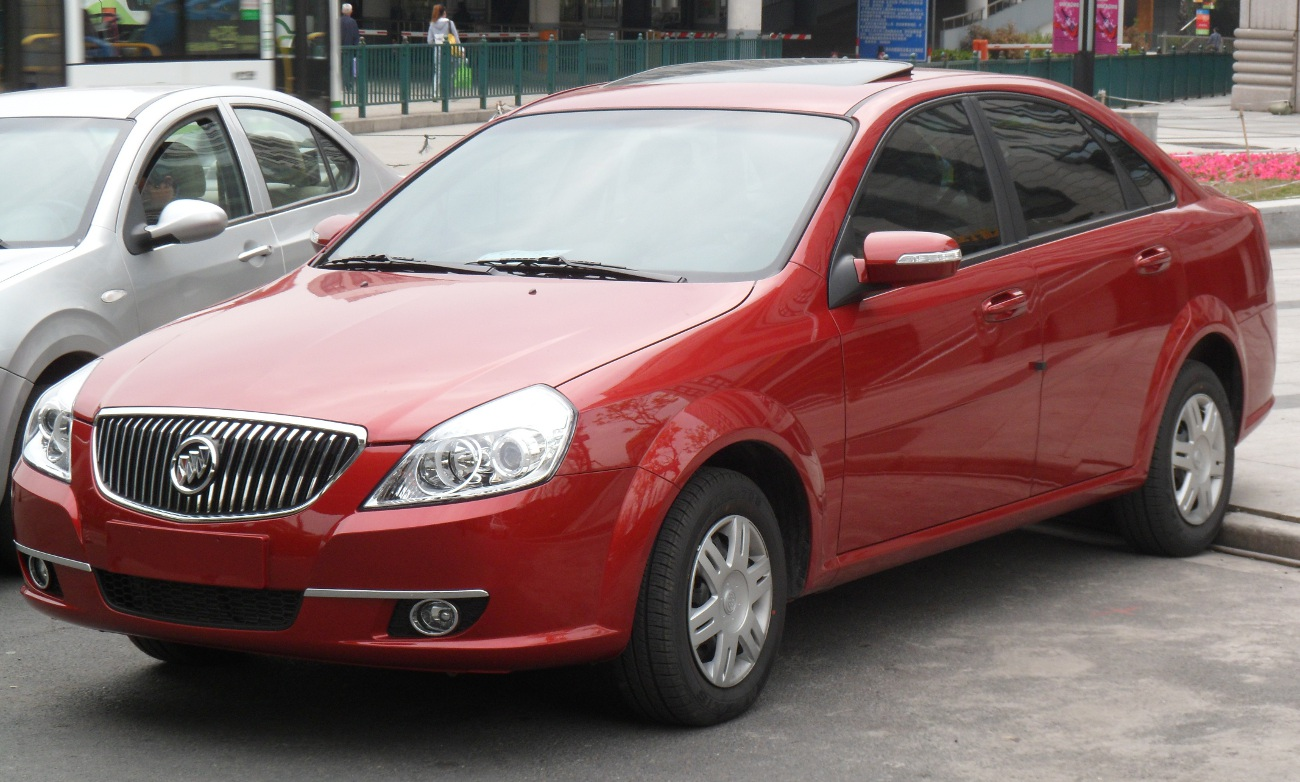
Buick Excelle restyling
2012

La prima generazione era disponibile in versione berlina, station wagon ed due volumi chiamata Excelle HRV. L'HRV e la versione station wagon sono stati prodotti dal 2005 al 2009, mentre la berlina ha continuato a essere prodotta a Shanghai fino all'agosto 2016.
Nel 2008 la Excelle ha ricevuto un restyling che si caratterizzava per la presenza di un nuovo frontale con luci ridisegnate, una nuova parte posteriore e interni aggiornati. Nel 2012 la vettura è stata sottoposta ad un secondo restyling. 
Al lancio c'era un solo motore da 1,6 litri, venendo dal 2013 sostituito da un motore da 1,5 litri. La vettura è stata dopo 13 anni di produzione pensionata nell'estate del 2016.

## Seconda generazione (2018-)
La seconda serie della Excelle è un modello totalmente inedito rispetto alla precedente generazione, che era essenzialmente basato sulla Chevrolet Nubira e la quale produzione era finita nel 2016. Viene costruita a Shanghai ed è un modello venduto solo in Cina.
La seconda generazione della Excelle è stata presentata a maggio 2018 ed è stata introdotta sul mercato cinese il 22 giugno 2018. Basata sulla inedita piattaforma GEM realizzata dalla General Motors la Buick Excelle di seconda generazione è alimentata da un nuovo 1,3 litri a benzina aspirato che eroga 79 kW (106 CV) e 133 Nm di coppia. La trasmissione è affidata ad un manuale a 6 marce o in opzione ad un CVT variazione continua.